# Псевдотераси
Псевдотера́си (рос. псевдотеррасы, ложные террасы, англ. false terraces, pseudoterraces, нім. Pseudoterrassen f pl) — морфологічні утворення в долинах, зовнішньо схожі із залишками річкових терас, але які відрізняються від них походженням. 
Приклади:
- «підрізані» річкою конуси виносу бічних приток,
- моренні терасові осідання,
- денудаційні тераси (тераси вивітрювання, структурні тераси),
- обвальні тераси.